# 잠복근무 2
《잠복근무 2》(영어: Another Stakeout)는 미국에서 제작된 존 배덤 감독의 1993년 버디 경찰 액션 코미디 영화이다. 1987년 영화 《잠복근무》의 후속 작품이다. 전작과 달리 이 영화는 상업적으로 성공하지 못했으며 좋은 평가를 받지도 못하였다. 리처드 드라이퍼스, 에밀리오 에스테베즈 등이 출연하였고, 짐 카우프 등이 제작에 참여하였다.

## 출연진
- 리처드 드라이퍼스
- 에밀리오 에스테베즈
- 로지 오도널
- 데니스 퍼리나
- 마샤 스트래스먼
- 캐시 모리아티
- 존 루빈스타인
- 미겔 퍼레어

## 기타 제작진
- 공동 제작: D. J. 커루소
- 배역: 캐럴 루이스
- 미술: 로런스 G. 폴
- 의상: 스테퍼니 놀린